# Мельниченко Володимир Васильович
Володимир Васильович Мельниченко (нар. 5 вересня 1973; Одеса, УРСР) — радянський та український футболіст, півзахисник.

## Життєпис
Уродженець Одеси, захопився футболом з ранніх років. Вихованець ДЮСШ одеського СКА. Першим тренером у Мельниченка став легендарний захисник київського «Динамо» Сергій Миколайович Круликовський.
З 1994 по 1997 рік Мельниченко непогано проявив себе в СК «Одеса», де був одним з головних виконавців в атакуючих і творчих діях команди. У 1997 році перейшов в амбітний клуб першої ліги «Поліграфтехніка». Дебютував у футболці поліграфів 30 липня 1997 року в програному (1:2) виїзному поєдинку 1-о туру першої ліги проти кременчуцького «Кременя». Володимир вийшов на поле в стартовому складі, а на 76-й хвилині його замінив Олег Ільченко. Дебютним голом у складі «професіоналів» відзначився 28 вересня 1997 року на 26-й хвилині нічийного (1:1) домашнього поєдинку 15-о туру першої ліги проти ужгородського «Закарпаття». Мельниченко вийшов на поле в стартовому складі та відіграв увесь матч. У складі ПФК «Олександрії» в чемпіонатах України зіграв 118 матчів та відзначився 21 голом, ще 5 матчів (2 голи) провів у кубку України.
За підсумками сезону 2000/01 років клуб підвищився в класі, вийшовши у вищу лігу чемпіонату України, але Мельниченко в міжсезоння перейшов у «Нафтовик-Укрнафта» з Охтирки, клуб зі стабільним фінансуванням, який постійно знаходився в лідируючій групі команд другого за силою дивізіону. У складі нафтовиків Мельниченко став переможцем і призером першої ліги, увійшов до трійки «гвардійців» і бомбардирів другого дивізіону.
По завершенні футбольного сезону 2005 року, півзахисник охтирських «нафтовиків» був серед номінантів на звання найкращого гравця першої ліги. У складі «нафтовиків» увійшов в історичний список найкращих бомбардирів команди. З 29 голами Мельниченко розташувався на шостій позиції.
Свою кар'єру результативний півзахисник завершив у другій лізі в команді «Полтава». На аматорському рівні виступав також за «Гірник» (Строітель) — Росія, 2008 рік; «Бастіон-2» (2009 рік). А в сезоні 2009/10 років виступав у міні-футбольному клубі «СоцКомБанк» (Одеса).
Один з кращих атакуючих півзахисників в історії української першої ліги.

## Досягнення

### Командні
- Перша ліга чемпіонату України
  -  Чемпіон (1): 2007
  -  Бронзовий призер (2): 2001, 2004

### Індивідуальні
- Займає третю позицію в Першій лізі України за кількістю зіграних матчів — 384[8].
- Входить в історичний список найкращих бомбардирів охтирського «Нафтовика-Укрнафта» за забитими м'ячами в Першій лізі України (29 голів)[9].